# Bacteria fasciata
Bacteria fasciata är en insektsart som först beskrevs av Brunner von Wattenwyl 1907.  Bacteria fasciata ingår i släktet Bacteria och familjen Diapheromeridae. Inga underarter finns listade.